# Konya Teknokent
Konya Teknokent ist ein Technologiepark in Konya in der Türkei.

## Geschichte
Konya Teknokent wurde gemäß dem Gesetz Nr. 4691 "Technologische Entwicklungszone" im Auftrag der Selçuk Üniversitesi Konya im Jahre 2004 gegründet. Konya Teknokent ist einer der sich schnell entwickelnden Technologieparks in der Türkei mit aktuell über 100 Partnerfirmen. Diese Partnerfirmen kommen aus verschiedenen Gebieten des Landes sowie aus dem Ausland. 20 % der Partnerfirmen sind spin-offs von Akademikern der Universität Selçuk.

## Struktur
Konya Teknokent ist Vollmitglied der "International Association of Science Parks" (IASP) aus Spanien. Der Park bietet Büros zur Miete für technologische Firmen an, wobei auf dem Areal von über 500.000 m², Firmen ihre eigenen Gebäude und Forschungseinrichtungen errichten können. Auf Forschung und Entwicklung orientierte Firmen können mit Steuervorteilen bei Einkommens-, Gewinn-, Umsatz- und Mehrwertsteuern von bis zu 100 % arbeiten.
Konya Teknokent fungiert auch als Vermittler zu den europäischen und staatlichen Entwicklungs- und Förderorganisationen wie TÜBITAK, Enterprise European Network (EEN) und RP7 Programmen.
Das überdurchschnittliche Wachstum des Technologieparks resultiert unter anderem aus der engen Zusammenarbeit mit lokalen Organisationen wie der Warenbörse „Konya Ticaret Borsası“ (KTB), der Industriekammer „Konya Sanayi Odası“ (KSO), der Handelskammer „Konya Ticaret Odası“ (KTO) und der Industriegebiet-Verwaltung „Konya Organize Sanayi Bölgesi“ (KOS).

### Sparten
Zu den wichtigsten technologischen Gebieten Konya Teknokents gehören
- Biotechnologie, Neue Materialien, Automotive-Entwicklungen,
- Maschinen- und Apparatebau, Elektronik und Mechatronik,
- Erneuerbare Energien und Umwelttechnologien sowie Informationstechnik.